# Јагода Кумрић
Јагода Кумрић (Сплит, 26. фебруар 1992) хрватска је глумица.

## Биографија
Јагода Кумрић рођена је 26. фебруара 1992. године у Сплиту као ћерка власнице козметичког салона Сање Кумрић и агента за некретнине Пере Кумрића. Њена браћа Златко и Марко баве се џудом, а Златко је међу лидерима Хрватске у овом спорту. Након што Јагода није прошла пријемни испит за Академију драмских уметности у Загребу, одлучила је да се бави породичним бизнисом. Јагода зауставља посао због кастинга за нову ТВ серију Ларин избор, на који се пријавила. Иако је веровала да неће проћи јер нема неопходно искуство, примљена је и добила је једну од главних улога — улогу размажене наследнице Никол Златар. Ова улога ју је прославила и поновила ју је у филму Ларин избор: Изгубљени принц и ТВ серији Никол, повјерљиво. Након тога глумила је у још пар филмова и серија, између осталих и у познатој ТВ серији Куд пукло да пукло, након које је направила паузу у каријери. На телевизију се вратила 2019. године улогом новинарке Ирене Новосел у серији Друго име љубави.

## Улоге
| Год.       | Назив                        | Улога                   |
| ---------- | ---------------------------- | ----------------------- |
| 2011−2013. | Ларин избор                  | Николина „Никол” Златар |
| 2012.      | Никол, повјерљиво            | Николина „Никол” Златар |
| 2012.      | Ларин избор: Изгубљени принц | Николина „Никол” Златар |
| 2013.      | Соба са клавиром             | Гога                    |
| 2013.      | Зора дубровачка              | Паулина                 |
| 2014−2016. | Куд пукло да пукло           | Сњежана Јеласка         |
| 2019.      | Друго име љубави             | Ирена Новосел           |
| 2022.      | Кумови                       | Ведрана Црљен           |